# كأس العالم لسباق الدراجات على الطريق للسيدات 2013
كأس العالم لسباق الدراجات على الطريق للسيدات 2013 هو النسخة الـ16 من كأس العالم لسباق الدراجات على الطريق للنساء.، حاملة اللقب هيماريان فوس.

## السباقات
| الجولة | التاريخ  | السباق                                         | البلد   | الفائز | الثاني | الثالث |
| ------ | -------- | ---------------------------------------------- | ------- | --- | --- | --- |
| 1      | 9 مارس   | روند فان درينثي كأس العالم 2013 ‏               | هولندا  | Marianne Vos (NED) | Ellen van Dijk (NED) | Emma Johansson (SWE) |
| 2      | 25 مارس  | تروفيو ألفريدو بيندا كومون دي سيتيجليو 2013    | إيطاليا | Elisa Longo Borghini (ITA) | Emma Johansson (SWE) | Ellen van Dijk (NED) |
| 3      | 31 مارس  | طواف فلاندرز للنساء 2013                       | بلجيكا  | Marianne Vos (NED) | Ellen van Dijk (NED) | Emma Johansson (SWE) |
| 4      | 17 أبريل | فليش والون للنساء 2013                         | بلجيكا  | ماريان فوس (NED) | إليسا ونغو بورغيني (ITA) | آشلي مولمان (RSA) |
| 5      | 12 مايو  | طواف جزيرة تشونغ مينغ كأس العالم 2013 ‏         | الصين   | Tetyana Ryabchenko (UKR) | جورجيا برونزيني (ITA) | ايمي بيترز (NED) |
| 6      | 16 أغسطس | أوبن دي سويد فارجاردا - سباق الزمن للفرق 2013 ‏ | السويد  | Specialized–lululemon إيلين فان دايك (NED) إيفلين ستيفنز (USA) ليزا برينور (GER) تريكسي ووراك (GER) كارمن سمال (USA) (+ 3' 46) Loren Rowney (AUS) (DNF) | ليف ريسينغ ‏ ماريان فوس (NED) أنيميك فان فليوتن (NED) ثاليتا دي جونج (NED) لوسيندا براند (NED) بولين فيرون-برفوت (FRA) (+ 3") روكسان كنيتيمان (NED) (+ 3' 44") | Orica-AIS إيما جوهانسون (SWE) أماندا سبرات (AUS) ميليسا هوسكينز (AUS) شارا جيلو (AUS) Loes Gunnewijk (NED) (+ 5' 56") جيسي ماكلين ‏ (AUS) (+ 5' 56") |
| 7      | 18 أغسطس | أوبن دي سويد فارجاردا - سباق الطريق 2013       | السويد  | Marianne Vos (NED) | Emma Johansson (SWE) | Amy Pieters (NED) |
| 8      | 31 أغسطس | جي بي دي بلواي 2013 ‏                           | فرنسا   | ماريان فوس (NED) | إيما جوهانسون (SWE) | أنا فان دير بريغين (NED) |

مرجع

## ترتيب النقاط

### فردي
الترتيب الفردي لكأس العالم بعد 8 من أصل 8 سباقات:
|    | الدراج                   | الفريق                      | نقاط كأس العالم |
| -- | ------------------------ | --------------------------- | --------------- |
| 1  | ماريان فوس (NED)         | ليف ريسينغ ‏                 | 429             |
| 2  | إيما جوهانسون (SWE)      | Orica-AIS                   | 302             |
| 3  | إيلين فان دايك (NED)     | Specialized–lululemon       | 224             |
| 4  | أنا فان دير بريغين (NED) | Sengers Ladies Cycling Team | 158             |
| 5  | إليسا ونغو بورغيني (ITA) | تيم كوب هايتك بوردكتس ‏      | 156             |
| 6  | أنيميك فان فليوتن (NED)  | ليف ريسينغ ‏                 | 101             |
| 7  | ايمي بيترز (NED)         | سنويب                       | 80              |
| 8  | Tetyana Ryabchenko (UKR) | Chirio Forno d'Asolo        | 75              |
| 9  | جورجيا برونزيني (ITA)    | Wiggle–Honda                | 69              |
| 10 | إيفلين ستيفنز (USA)      | Specialized–lululemon       | 60              |

المرجع

### الفرق
ترتيب فرق كأس العالم بعد 8 من أصل 8 سباقات:
| المكان | رمز UCI | اسم الفريق                  | نقاط كأس العالم |
| ------ | ------- | --------------------------- | --------------- |
| 1      | RBW     | ليف ريسينغ ‏                 | 695             |
| 2      | GEW     | Orica-AIS                   | 500             |
| 3      | SLU     | Specialized–lululemon       | 394             |
| 4      | HPU     | تيم كوب هايتك بوردكتس ‏      | 291             |
| 5      | SLT     | Sengers Ladies Cycling Team | 239             |

Source

## وصلات خارجية
- Official site